# Orthetrum rubens
Orthetrum rubens là một loài chuồn chuồn ngô thuộc họ Libellulidae. Nó là loài đặc hữu của Nam Phi. Môi trường sống tự nhiên của nó là các con sông. Nó bị đe dọa do mất môi trường sống.